# Sylviet
Sylviet of sylvien is een mineraal dat uit kaliumchloride (KCl) bestaat.

## Eigenschappen
Sylviet heeft de haliet structuur. Het kristalstelsel is kubisch met een ribbe van 629,31pm. De ruimtegroep is Fm3m. Het witte of lichtgekleurde mineraal heeft een dichtheid van 1,987 en een hardheid van 2,5. Het is niet magnetisch, maar wel zwak radioactief. De gamma ray waarde volgens het American Petroleum Institute is 730,82.

## Naamgeving
Het mineraal sylviet is genoemd naar de Nederlandse scheikundige Franciscus de le Boë Sylvius (1614 - 1672).

## Voorkomen
In vrijwel alle evaporieten ter wereld komt sylviet voor. Het is daardoor een zeer algemeen mineraal.

## Industriële toepassing
Sylviet is een belangrijke bron voor de winning van kalium. Het mineraal wordt gebruikt in de chemische nijverheid en bij de synthese van andere kaliumzouten als kaliumnitraat of kaliumhydroxide. Sylviet is evenals keukenzout (haliet) een goed oplosbaar zout dat door verdamping in woestijnachtige omstandigheden gevormd kan worden. Door de zwakke (bevat vaak een kleine hoeveelheid radioactieve kaliumisotopen) radioactiviteit van sylviet is het op te sporen bij het boren naar olie en gas. Het is indicatief, aangezien het veel voorkomende steenzout (dat als seal voor veel reservoirs fungeert) niet radioactief is.